# Mahamadou Diarra
Mahamadou Diarra (Bamako, 18 mei 1981) is een voormalig voetballer uit Mali die als middenvelder speelde.

## Clubcarrière
Diarra begon zijn voetballoopbaan bij CSK Bamako in zijn vaderland Mali. Al na één seizoen vertrok de middenvelder naar het Griekse OFI Kreta, onder leiding van Gené Gerards. Na één seizoen in de Griekse competitie kocht Vitesse hem voor ruim € 300.000,-. Diarra verbleef drie jaar in Arnhem toen Olympique Lyonnais hem voor € 3.900.000,- aantrok. In Stade de Gerland won hij zijn eerste prijs. In 2003 won hij de Franse competitie; zo ook in 2004, 2005 en 2006. Ook de Coupe de France won hij in die vier seizoenen.
In de zomer van 2006, nadat hij met Mali het WK gemist had, kwam een vertrek dichtbij. Manchester United, AC Milan en Real Madrid meldden zich bij de Franse kampioen maar schrokken van de vraagprijs. Uiteindelijk betaalde Real Madrid € 26.400.000,- voor Diarra, die een contract voor vier jaar in Madrid tekende. In dat eerste jaar had hij wel meteen succes hij was een van de belangrijke mensen op het middenveld en hij werd in zijn eerste seizoen in Madrid meteen kampioen. Begin 2011 verliet hij Real Madrid voor AS Monaco dat hij na de degradatie verliet. Daarna vond hij geen nieuwe club en trainde hij bij het tweede team van Lyon. Op 26 februari 2012 tekende hij tot het einde van het seizoen bij Fulham. In de zomer van 2013 liep zijn contract af maar in maart 2014 keerde hij wederom tot het einde van het seizoen terug bij Fulham. In 2015 beëindigde hij zijn carrière.

## Interlandcarrière
Voor het Malinees voetbalelftal speelde Diarra tussen 2001 en 2012 in totaal 64 wedstrijden waarin hij 4 doelpunten maakte. Hij nam deel aan het Afrikaans kampioenschap voetbal 2002, 2004, 2008 en 2010. In 2002 en 2004 werd hij met Mali vierde.

## Statistieken
| Seizoen | Club           | Land                 | Competitie               | Duels | Goals |
| ------- | -------------- | -------------------- | ------------------------ | ----- | ----- |
| 1997/98 | CSK Bamako     | Vlag van Mali        | Malien Première Division | 24    | 6     |
| 1998/99 | OFI Kreta      | Vlag van Griekenland | Alpha Ethniki            | 21    | 2     |
| 1999/00 | Vitesse        | Vlag van Nederland   | Eredivisie               | 16    | 2     |
| 2000/01 | Vitesse        | Vlag van Nederland   | Eredivisie               | 29    | 4     |
| 2001/02 | Vitesse        | Vlag van Nederland   | Eredivisie               | 24    | 3     |
| 2002/03 | Olympique Lyon | Vlag van Frankrijk   | Ligue 1                  | 27    | 1     |
| 2003/04 | Olympique Lyon | Vlag van Frankrijk   | Ligue 1                  | 27    | 1     |
| 2004/05 | Olympique Lyon | Vlag van Frankrijk   | Ligue 1                  | 34    | 2     |
| 2005/06 | Olympique Lyon | Vlag van Frankrijk   | Ligue 1                  | 31    | 3     |
| 2006/07 | Olympique Lyon | Vlag van Frankrijk   | Ligue 1                  | 2     | 0     |
| 2006/07 | Real Madrid    | Vlag van Spanje      | Primera División         | 33    | 3     |
| 2007/08 | Real Madrid    | Vlag van Spanje      | Primera División         | 30    | 0     |
| 2008/09 | Real Madrid    | Vlag van Spanje      | Primera División         | 9     | 0     |
| 2009/10 | Real Madrid    | Vlag van Spanje      | Primera División         | 15    | 0     |
| 2010/11 | Real Madrid    | Vlag van Spanje      | Primera División         | 4     | 0     |
| 2010/11 | AS Monaco      | Vlag van Frankrijk   | Ligue 1                  | 9     | 0     |
| 2011/12 | Fulham         | Vlag van Engeland    | Premier League           | 11    | 1     |
| 2012/13 | Fulham         | Vlag van Engeland    | Premier League           | 8     | 0     |
| 2013/14 | Fulham         | Vlag van Engeland    | Premier League           | 4     | 0     |
| Totaal  | Totaal         | Totaal               | Totaal                   | 358   | 28    |

## Erelijst
- Ligue 1: 2003, 2004, 2005, 2006
- Trophée des Champions: 2003, 2004, 2005, 2006
- La Liga: 2007, 2008
- Copa del Rey: 2011
- Supercopa de España: 2008
- Trophées UNFP du football: elftal van het seizoen 2006